# Demokratische Partei (Kambodscha)
Die Demokratische Partei (Khmer: ក្រុមប្រជាធិបតេយ្យ, „Democratic Group“; französisch: Parti démocrate) war eine linksgerichtete, anti-kolonialistische Partei in Kambodscha. Die Partei war eine treibende Kraft in den Unabhängigkeitsbestrebungen des Landes von Frankreich. Die Partei wurde von Prinz Sisowath Youtevong gegründet, einem Mitglied der königlichen Familie. Prinz Youtevong war 1946 der erste gewählte Premierminister des Landes. Die Partei war die führende Kraft hinter der ersten demokratischen Verfassung, die am 6. Mai 1947 verabschiedet wurde.
In den ersten Parlamentswahlen des damaligen französischen Protektorats konnte die Partei im September 1946 50 von 67 Sitzen für sich gewinnen und stellte die den Kolonialbehörden untergeordnete Regierung. Am 15. Dezember 1946 wurde Prinz Youtevong zum Premierminister des Landes ernannt, er starb aber bereits am 17. Juli 1947. Als Nachfolger wurde Prinz Sisowath Watchayavong ernannt, ein weiteres führendes Mitglied der Partei. Er setzte sich für eine schnelle Unabhängigkeit des Landes von Frankreich ein. Funktionäre der späteren Roten Khmer wie Pol Pot, Ieng Sary und Hu Nim unterstützten die Partei in ihrem Unabhängigkeitskampf.
1948 setzte eine Zersplitterung der Kräfte in verschiedene Lager ein, doch konnte die Partei noch bis 1953 regelmäßig den Premierminister stellen. Sie Partei gewann 1947 und 1951 erneut die Wahlen. Als die Partei nach links driftete, gründeten mit dieser Richtung nicht einverstandene Mitglieder die Liberale Partei. Radikale linke Mitglieder gründeten 1954 eine neue Bewegung, die Pracheachon.
Nach der Unabhängigkeit des Landes von Frankreich 1953 verzichtete der damalige König Norodom Sihanouk zugunsten seines Vaters Norodom Suramarit auf den Thron und gründete 1955 seine eigene Partei, die „Sozialistische Volksgemeinschaft“ (Sangkum Reastr Niyum), um selber an den Parlamentswahlen teilnehmen zu können. Viele Parteimitglieder liefen zu dieser Partei über, welche im selben Jahr sämtliche Sitze im Parlament erringen konnte. Trotz 12 % der Stimmen konnte die Partei keinen Sitz im Parlament erhalten. Die ICSC, deren Aufgabe es war, die Wahlen zu überwachen, konnten sich nicht durchringen, die Wahlen als unfrei und massiv gefälscht zu erklären. Die Partei wurde von der neuen Regierung massiv unter Druck gesetzt, Politiker der Partei wurden von der Polizei verfolgt und eingesperrt und Mitglieder wie Son Ngoc Thanh und Pol Pot gingen in den Untergrund, da sie den Führungsanspruch des Prinzen Sihanouk nicht akzeptierten. Viele Parteimitglieder kamen wegen lesé majeste Vorwürfen ins Gefängnis. Die Partei löste sich 1957 auf Druck von Prinz Sihanouk auf.

## Bekannte Mitglieder
- Sisowath Youtevong
- Sisowath Watchayavong
- Pol Pot (1925 oder 1928–1998)
- Ieng Sary (1925–2013)
- Hu Nim (1932–1977)
- In Tam (1922–2006)
- Son Ngoc Thanh (1908–1977)
- Sim Var (1904 oder 1906–1989)
- Norodom Phurissara
- Keng Vannsak